# Chenailler-Mascheix
Chenailler-Mascheix település Franciaországban, Corrèze megyében. Lakosainak száma 214 fő (2022. január 1.). Chenailler-Mascheix Bassignac-le-Bas, Lostanges, Ménoire, Monceaux-sur-Dordogne, Nonards, Saint-Hilaire-Taurieux, Tudeils és Beaulieu-sur-Dordogne községekkel határos.

## Népesség
A település népességének változása:
| Lakosok száma | 288  | 221  | 203  | 164  | 189  | 203  | 208  | 209  | 211  | 214  |
|               | 1968 | 1982 | 1990 | 2006 | 2013 | 2015 | 2017 | 2019 | 2020 | 2022 |